# あなたのすべてになりたい/Shinin' Shinin'
「あなたのすべてになりたい／Shinin' Shinin'」（あなたのすべてになりたい／シャイニン・シャイニン）は、1992年8月1日にSony Recordsからリリースされた松田聖子の通算33枚目のシングル。

## 解説
先行アルバム『1992 Nouvelle Vague』（1992.3.25）からのシングルカット作品。
クレジットはないが、2曲とも松田聖子初主演となったTBS系ドラマ「おとなの選択」の挿入歌であり、
「Shinin' Shinin'」はテレビ朝日系「邦子と徹のビデオあなたが主役」のテーマにも起用された。
また、シングルカットにあたり「あなたのすべてになりたい」は、一部分のみボーカルが差し替えられており、当時のリリース案内にも（シングル・ヴァージョン）と表記されていた。

## 収録曲
全作詞：Seiko Matsuda／作曲：Seiko Matsuda・小倉良／編曲：鳥山雄司
1. あなたのすべてになりたい[4:13]
2. Shinin' Shinin'[4:37]
3. あなたのすべてになりたい（オリジナル・カラオケ）[4:13]

## 関連作品
- あなたのすべてになりたい
  - 1992 Nouvelle Vague
  - Bible II
  - Complete Bible
  - Seiko Celebration
  - Ballad 〜20th Anniversary
  - Premium Diamond Bible
  - Diamond Bible
  - Seiko Matsuda Best Ballad
  - SEIKO STORY〜90s-00s HITS COLLECTION〜
- Forever Your Everything （「あなたのすべてになりたい」English Version）
  - A Time for Love
- Shinin' Shinin'
  - 1992 Nouvelle Vague
  - Complete Bible
  - SEIKO STORY〜90s-00s HITS COLLECTION〜